# Université Fernando-Pessoa
L'université Fernando-Pessoa (UFP) (en portugais Universidade Fernando Pessoa) est une université privée portugaise basée à Porto, qui porte le nom de Fernando Pessoa.

## Composition
L'université Fernando-Pessoa comprend trois facultés :
- Faculté des sciences et de la technologie
- Faculté des sciences humaines et sociales
- Faculté des sciences de la santé

En 2012, elle a ouvert son hôpital universitaire afin de fournir des soins généraux et spécialisés, en continuité avec les enseignements dispensés :
- clinique dentaire
- thérapie physique (physiothérapie)
- thérapies de la parole
- réadaptation psychomotrice
- psychologie